# Marele Premiu al Rusiei
Marele Premiu al Rusiei a fost o cursă organizată în Soci, Rusia, care a făcut parte din calendarul Formulei 1. Prima cursă a avut loc in anii 1910, în Sankt Petersburg.
În 2010, a fost anunțat oficial că orașul rusesc Soci, care se pregătea, de asemenea, să găzduiască Jocurile Olimpice de iarnă din 2014, va găzdui un nou eveniment în calendarul Formulei 1, începând din 2014, în cadrul unui acord de șapte ani.
Ediția din 2022 a fost anulată după invazia Ucrainei de către Rusia. Ulterior, contractul pentru toate cursele viitoare a fost reziliat. Toate edițiile au fost câștigate de echipa Mercedes.

## Edițiile Marelui Premiu al Rusiei (Formula 1)
Toate edițiile au avut loc pe Autodromul Soci.
| An   | Pole position    | Cel mai rapid tur | Pilotul câștigător | Constructorul câștigător | Raport |
| ---- | ---------------- | ----------------- | ------------------ | ------------------------ | ------ |
| 2021 | Lando Norris     | Lando Norris      | Lewis Hamilton     | Mercedes                 | Raport |
| 2020 | Lewis Hamilton   | Valtteri Bottas   | Valtteri Bottas    | Mercedes                 | Raport |
| 2019 | Charles Leclerc  | Lewis Hamilton    | Lewis Hamilton     | Mercedes                 | Raport |
| 2018 | Valtteri Bottas  | Valtteri Bottas   | Lewis Hamilton     | Mercedes                 | Raport |
| 2017 | Sebastian Vettel | Kimi Räikkönen    | Valtteri Bottas    | Mercedes                 | Raport |
| 2016 | Nico Rosberg     | Nico Rosberg      | Nico Rosberg       | Mercedes                 | Raport |
| 2015 | Nico Rosberg     | Sebastian Vettel  | Lewis Hamilton     | Mercedes                 | Raport |
| 2014 | Lewis Hamilton   | Valtteri Bottas   | Lewis Hamilton     | Mercedes                 | Raport |

### Statistici
Un singur pilot a obținut cel puțin un hat-trick (pole position, cel mai rapid tur și victorie într-o cursă): Nico Rosberg în 2016.
Piloții și echipele îngroșate concurează în sezonul actual de Formula 1.

#### Multipli câștigători
| Victorii | Pilot           | Ani                          |
| -------- | --------------- | ---------------------------- |
| 5        | Lewis Hamilton  | 2014, 2015, 2018, 2019, 2021 |
| 2        | Valtteri Bottas | 2017, 2020                   |

| Victorii | Constructor | Ani                                            |
| -------- | ----------- | ---------------------------------------------- |
| 8        | Mercedes    | 2014, 2015, 2016, 2017, 2018, 2019, 2020, 2021 |

#### Multipli deținători depole position
| Pole-uri | Pilot          | Ani        |
| -------- | -------------- | ---------- |
| 2        | Nico Rosberg   | 2015, 2016 |
| 2        | Lewis Hamilton | 2014, 2020 |

#### Multipli deținători de cel mai rapid tur
| CMRT | Pilot           | Ani              |
| ---- | --------------- | ---------------- |
| 3    | Valtteri Bottas | 2014, 2018, 2020 |

## Câștigătorii Marelui Premiu al Rusiei (Non-Formula 1)
Câștigătorii edițiilor care nu au făcut parte din Campionatul Mondial de Formula 1.
| An     | Pilot           | Constructor | Locație          |
| ------ | --------------- | ----------- | ---------------- |
| 1914   | Willy Scholl    | Benz        | Sankt Petersburg |
| 1913   | Gheorgi Suvorin | Benz        | Sankt Petersburg |
| Sursa: |                 |             |                  |